# ماريا مانزانو
ماريا مانزانو (بالإسبانية: María Manzano Arjona)‏ هي رياضياتية إسبانية، ولدت في 1950.